# Снегин, Дмитрий Фёдорович
Дмитрий Фёдорович Снегин (настоящая фамилия — Поцелуев; 7 ноября 1911, Верный, Семиреченская область, Российская империя — 31 марта 2001, Алма-Ата, Республика Казахстан) — советский казахстанский писатель, кинодраматург, Народный писатель Казахской ССР (1984).

## Биография
Родился 7 ноября 1911 в городе Верный.
Мать Димы Поцелуева была крёстной матерью сына Никиты Моисеева — селекционера, создавшего апорт, знаменитый сорт алматинских яблок. Видимо, это родство повлияло и в 1930 году Дмитрий поступил на рабфак при Алма-Атинском сельскохозяйственном институте. В 1935 году окончил факультет плодоводства Алма-Атинский сельскохозяйственный институт, получив специальность агронома-плодовода. Но по специальности поработать не успел, так как в 1934 году выпустил свой первый сборник стихов «Ветер с Востока» и его направили на работу в Союз писателей Казахстана консультантом русской секции. Именно тогда Дмитрий принял литературный псевдоним Снегин, подаренный ему в 1933 году другом молодости, прозаиком Виктором Черкесовым. Тот убедил студента Поцелуева в том, что фамилия Снегин в литературе будет намного благозвучней родовой фамилии Поцелуевых.
Осенью 1936 года Снегин был призван в армию красноармейцем 83-го горно-артиллерийского полка. Через год, сдав все экзамены, стал офицером-артиллеристом. Но в том же году в Алма-Ате выходит его поэтический сборник «Семиречье» (1936). И после армии он возвращается в литературу. Работает заместителем ответственного редактора журнала «Литература и искусство Казахстана», затем заместителем главного редактора журнала «Казахстан».

## Служба в армии и участие в Великой Отечественной войне
В армии с июля 1941 года. Был зачислен в ряды 316-й стрелковой дивизии, формируемой в Алма-Ате.
Участник Великой Отечественной войны с октября 1941 года по май 1945 года на должностях заместителя командира и командира дивизиона 857-го (с ноября 1941 года — 27-го гвардейского) артиллерийского полка, командира 27-го гвардейского артиллерийского полка и начальника штаба 8-й гвардейской стрелковой дивизии. Воевал на Западном (октябрь — декабрь 1941), Калининском (январь 1942 — апрель 1943), Северо-Западном (апрель — октябрь 1943), 2-м Прибалтийском (октябрь 1943 — апрель 1945) и Ленинградском (апрель — май 1945) фронтах. Участвовал в обороне Москвы, Торопецко-Холмской, Великолукской, Ржевско-Вяземской, Ленинградско-Новгородской, Режицко-Двинской, Мадонской и Рижской операциях, блокировании курляндской группировки противника.
С 1945 года гвардии майор Д. Ф. Поцелуев — в запасе.

## Послевоенная деятельность

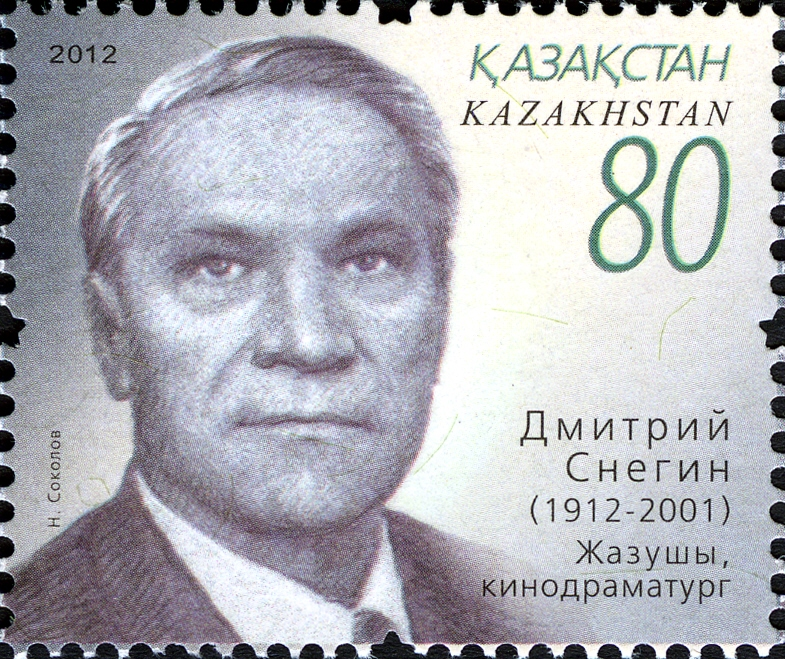
На памятной почтовой марке Казахстана, 2012

После окончания войны с 1945 по 1952 год работал главным редактором журнала «Казахстан». В 1956—1960 годах работал заместителем главного редактора журнала «Ара» («Шмель»), в 1961—1963 годах и 1969—1971 годах — главным редактором журнала «Простор». В 1971—1982 годах являлся секретарём Союза писателей Казахской ССР.
Избирался депутатом Верховного Совета Казахской ССР 2-4-го и 7-9 созывов.
Скончался 31 марта 2001 года, похоронен в Алматы на кладбище Пятилетка (Северное).

## Награды
- орден Красного Знамени (26.08.1944)
- орден Отечественной войны I степени (11.03.1985)
- орден Трудового Красного Знамени
- орден Дружбы народов (17.11.1982)
- орден Красной Звезды (28.02.1942)
- орден «Знак Почёта» (04.05.1962)
- медаль «За трудовую доблесть»
- медаль «За оборону Москвы»
- медаль «За победу над Германией в Великой Отечественной войне 1941—1945 гг.»
- медаль «Ветеран труда»
- ряд юбилейных медалей
- Лауреат Президентской премии мира и духовного согласия РК (1992).

## Творчество
Первая книга стихов Снегина «Ветер с Востока» вышла в свет в 1934 году. Поэтические произведения Снегина 1930-х годов в основном посвящены жизни сельских тружеников (сборники «Семиречье» 1936 года, «Мой город» 1939 года). Книги стихов «Годы» (1944), «Верность» (1946), поэмы «Никита Огнивцев» и «На дальней высоте», созданные в военные годы, отражают героизм советских воинов. Тема любви к Казахстану отражена в сборнике «Голубые широты» (1946).
В романе-трилогии «В городе Верном» (1956, 1959, 1970) Снегин описал становление Советской власти в Алма-Ате, знакомит читателей с революционерами П. Виноградовым, Е. Асылбековым, Т. Бокиным, Р. Маречеком и другими. В романе «Утро и два шага в полдень» автор стремился изобразить дружбу русского и казахского народов.
Также вышли в свет повести «На дальних подступах» (1948) и «В наступлении» (1953) о солдатах Панфиловской дивизии, «Осеннее равноденствие» (1961) о целинниках, «Парламентёр выходит из рейхстага» (1962) о гуманизме советских людей, книга очерков «Рождение подвига» (1956) о связи труда человека и его моральных качеств.
По сценариям Снегина были поставлены художественный фильм «Мы из Семиречья» (1959) и ряд документальных фильмов.
Снегин также занимался переводами казахской литературы на русский язык. В числе переведённых произведений — сборник «Уйгурская поэзия» (1934), сборник стихов «Кенес» И. Джансугурова (1935), «Гроза» К. Аманжолова (1946), «Ер-Тулеген» Н. Баймуратова (1945) и другие.

## Память
Имя Д. Снегина носит школа № 30 и улица в Алматы.
Почта Республики Казахстан в 2012 году выпустила почтовую марку, посвященную 100-летию со дня рождения Д. Ф. Снегина.